# Colomychus talis
Colomychus talis är en fjärilsart som beskrevs av Augustus Radcliffe Grote 1878. Colomychus talis ingår i släktet Colomychus och familjen Crambidae. Inga underarter finns listade i Catalogue of Life.